# José María Orellana
José María Orellana Pinto (El Jícaro, 11 de julio de 1872-Antigua Guatemala, 26 de septiembre de 1926) fue un político, ingeniero y militar guatemalteco, presidente de Guatemala desde el 10 de diciembre de 1921 hasta su muerte el 26 de septiembre de 1926.
Durante el gobierno del presidente licenciado Manuel Estrada Cabrera fue director del Instituto Nacional Central para Varones, jefe del Estado Mayor y ministro de Instrucción Pública.  Posteriormente, fue presidente de Guatemala entre 1921 y 1926, tras derrocar al presidente unionista conservador Carlos Herrera y Luna en un golpe de Estado patrocinado por la United Fruit Company. Durante su gobierno se instituyó al Quetzal como moneda de Guatemala y se ratificaron todas las concesiones que el gobierno de Estrada Cabrera le había hecho a la frutera estadounidense y que Herrera y Luna no había querido ratificar.
Falleció el 26 de septiembre de 1926 a los cincuenta y cuatro años y bajo circunstancias sospechosas siendo enterrado en la capital guatemalteca con honores de estado.

## Biografía

### Primeros años
José María Orellana Pinto era el hijo de Esteban Orellana y Leonora Pinto. Fue un militar de carrera graduado como subteniente de Infantería en la Escuela Politécnica en 1890 y como ingeniero topógrafo de la Escuela Facultativa de Ingeniería en 1895.  Ya cuando el presidente Manuel Estrada Cabrera estaba en el poder y había militarizado la educación media para varones, fue director del Instituto Nacional Central para Varones entre 1902 y 1904; entre sus alumnos se encontraba el escritor Virgilio Rodríguez Beteta, quien posteriormente sería embajador de Guatemala ante varias naciones.
El general Guillermo Flores Avendaño —futuro presidente de Guatemala y quien fue su subalterno en el Ejército— lo describió así: «En el ejército se le consideraba como el general de mayor prestigio: Valiente, sereno, ilustrado, caballeroso, suave hasta la generosidad cuando había que serlo y enérgico e inflexible si la necesidad del mando se lo exigían. En lo físico, a pesar de su color moreno de tono subido, era dueño de cualidades que le daban atractivo a su persona: de gran estatura, gallardo desenvuelto de maneras, mirada franca y voz insinuante, inspiraba respecto y confianza. Se le obedecía sin pestañar, seguro de que sus órdenes eran justas y responsables. En una palabra tenía bien ganada la fama de ser todo un hombre y un gran general».

### Gobierno del licenciado Manuel Estrada Cabrera

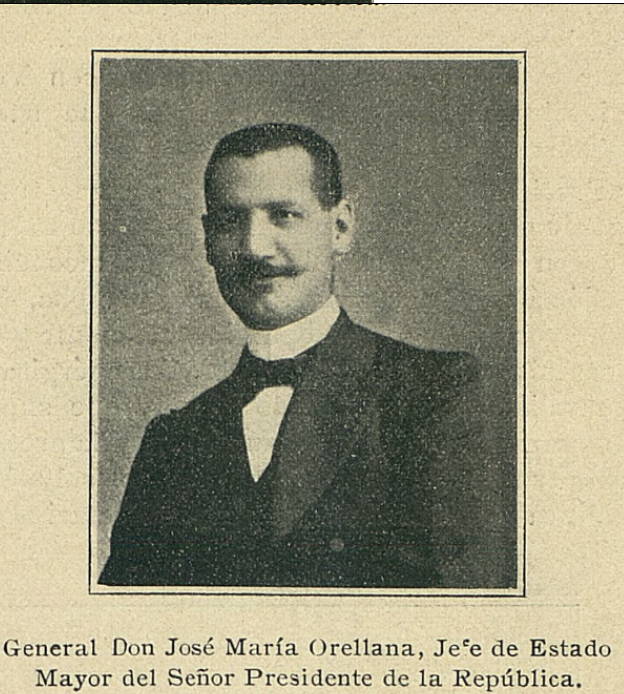
General Orellana en 1908, cuando era Jefe del Estado Mayor del Presidente Manuel Estrada Cabrera.

Fue electo diputado en varias oportunidades, como miembro del Partido Liberal, y también fue Jefe del Estado Mayor del presidente Estrada Cabrera luego de ser ascendido a general de Brigada en 1906; cuando fungía como tal, el 29 de abril de 1907, iba junto al presidente cuando este sufrió el atentado de una bomba, el cual había sido planificado por los hermanos Ávila Echeverría y algunos de los parientes y amigos de estos.  Milagrosamente, tanto el presidente como Orellana salieron ilesos del atentando e iniciaron la persecución de los perpetradores del mismo casi de inmediato.
Para 1908, la iglesia de Santo Domingo había cambiado el recorrido de su solemne procesión de Viernes Santo para pasar frente a la Casa Presidencial, situada en la 7.ª avenida sur de la Ciudad de Guatemala. Esta circunstancia fue tenida en cuenta por varios cadetes y oficiales de la Escuela Politécnica, contrarios a Estrada Cabrera, quienes advirtieron que el capirote del traje de cucurucho —que cubría el rostro de los penitentes— era ideal para esconder a posibles conspiradores. Los cadetes concibieron un plan sencillo: aprovechando que la procesión iba a pasar frente a la casa del presidente, irían disfrazados de cucuruchos, invadirían la casa presidencial y apresarían a Estrada Cabrera. Pero para el Miércoles Santo de ese año los conjurados estaban presos: dos de ellos, durante una borrachera en una fonda, habían hablado de más y terminado en la cárcel. Estrada Cabrera, una vez que supo de la conjura, puso palizadas frente a su casa, prohibió que la procesión pasara enfrente y prohibió el uso de los capirotes en el traje de cucurucho.
El 20 de abril de 1908, durante la recepción oficial del nuevo ministro plenipotenciario de Estados Unidos Guillermo Heimke en el Palacio de Gobierno, el cadete de la Escuela Politécnica Víctor Manuel Vega, en venganza por la prisión y las torturas de sus jefes y amigos, le disparó a Estrada Cabrera a quemarropa, pero el proyectil solo hirió a este en el dedo meñique.  El Estado Mayor del presidente, al que pertenecía el entonces coronel Mauro de León junto con el general José María Orellana, se hizo cargo de la situación rápidamente.
Enfurecido, y a modo de escarmiento popular, Estrada Cabrera ordenó fusilar a prácticamente toda la compañía de cadetes a la cual pertenecía Vega, excepto a dos integrantes, Rogelio Girón y Manuel Hurtarte, quienes fueron llevados a la penitenciaría central sin darles razón alguna. En cuanto al cadete Vega, este había muerto en el lugar donde intentó perpetrar el magnicidio, cayendo a los pies de Estrada Cabrera al ser alcanzado por las balas de los guardias de este. El presidente ordenó que la escuela militar fuera disuelta, el edificio demolido y que se regara sal sobre los cimientos. Numerosos militares fueron encarcelados, incluyendo algunos generales allegados al presidente.
Posteriormente, Orellana fue ministro de Instrucción Pública a principios de 1920.

### Terremoto de Cuilapa de 1913
El día sábado 8 de marzo de 1913 un terremoto de magnitud 6.4 azotó al territorio de Santa Rosa, destruyendo a la cabecera departamental, Cuilapa. Tanto el terremoto inicial como las réplicas destruyeron muchas casas, escuelas e incluso la catedral y la prisión, con una considerable cantidad de víctimas mortales; similar destrucción sufrieron las localidades de Cerro Redondo, Llano Grande y El Zapote también sufrieron daños considerables.  También fueron dañados seriamente los poblados de Fraijanes, Pueblo Nuevo Viñas, Coatepeque y Jalpatagua. En el área del epicentro, el terremoto provocó derrumbes y bloqueo de caminos y carreteras, e incluso se reportó una larga grieta que se formó en el Cerro Los Esclavos.
Debido a la destrucción de Cuilapa, entre 1913 y 1920, Barberena se desempeñó como cabecera departamental, por acuerdo gubernativo del 10 de marzo de 1913, emitido por el presidente Estrada Cabrera; el general José María Orellana estuvo a cargo de la transición de las cabeceras, junto con el general José María Letona.

### Ascenso al poder
Los miembros del partido unionista utilizaron la excusa unión centroamericana para formar su partido a finales de 1919 aunque el verdadero fin haya sido el derrocamiento de Estrada Cabrera.  Por esta razón y debido a la proximidad de la celebración del centenario de la independencia el 15 de septiembre de 1921, se apresuraron a firmar la Constitución de Tegucigalpa ley fundamental de la nueva Federación Centroamericana.  Esta constitución federal adolecía de varios defectos:
- Utilizaba un sistema de ejecutivo con tres presidentes, sistema que había demostrado su infectividad en muchas ocasiones
- No hacía mención del futuro servicio de las deudas externas de los tres estados constituyentes
- Dejó la sede del gobierno federal en el centro del más débil e instable de todos los estados constituyentes: Honduras.[11].

Si bien esta pacto nunca funcionó si resultó en la aprobación internacional del gobierno de facto del general Orellana, pues los Estados Unidos utilizaron a la constitución como excusa legal aduciendo que preferían un estado estable y soberano dentro de la federación a tener que empezar con un nuevo proyecto centroamericano.  En realidad, esto fue una excusa, por el gobierno norteamricano estaba al tanto de que la United Fruit Company había patrocinado el golpe de Estado del general Orellana porque Herrera se había negado a ratificar las concesiones que la frutera obtuvo durante el régimen de Manuel Estrada Cabrera.
El descontento producido entre los políticos cabreristas del país y la oposición a ratificar contratos con la UFCO y otras empresas extranjeras dieron lugar a que el presidente Carlos Herrera y Luna fuera depuesto en un golpe de Estado dirigido por el general Orellana en 1921 quien contó con el patrocinio de la United Fruit Company y con la ayuda de varios militares, entre los que se encontraba el general Jorge Ubico Castañeda.  El modus operandi de la UFCO fue expuesto en la una conversación que aparece en la obra de teatro El tren amarillo por el autor guatemalteco -y exministro de educación y embajador de los gobiernos revolucionarios de Juan José Arévalo y Jacobo Arbenz Guzmán- Manuel Galich.

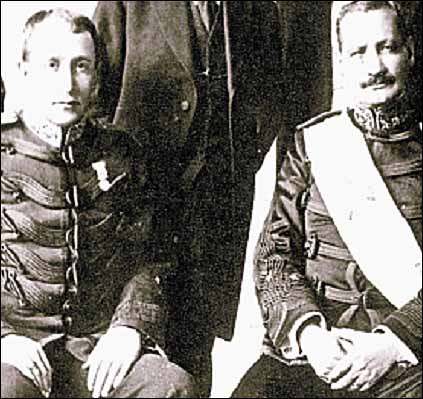
General José María Orellana (derecha) y general Jorge Ubico (izquierda) -jefe de la policía secreta- luego del golpe de Estado que derrocó a Herrera en 1921.

## Gobierno

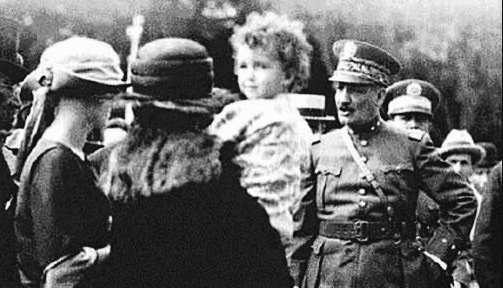
30 de junio de 1922: Miembros de la familia García Granados intercediendo ante el general Orellana por el piloto coronel Miguel García Granados, quien estaba preso tras participar en un intento de golpe de Estado. Orellana dejó en libertad al coronel por ser descendiente del expresidente Miguel García Granados.

El 5 de diciembre de 1921, tras el derrocamiento del presidente Carlos Herrera y Luna, fue designado a la presidencia, y luego presidente constitucional, al ganar las elecciones del año siguiente.
Durante su gobierno se ratificaron las concesiones que el gobierno de Estrada Cabrera había hecho a la United Fruit Company (UFCO) y que Herrera se había negado a ratificar. También impulsó la creación de una república tripartita conformada por Guatemala, Honduras y El Salvador, pero esta no prosperó.
En 1923, al cumplirse 100 años del nacimiento del Dr. Lorenzo Montufar y Rivera, el gobierno de Orellana erigió un monumento a su memoria en la Avenida Reforma.

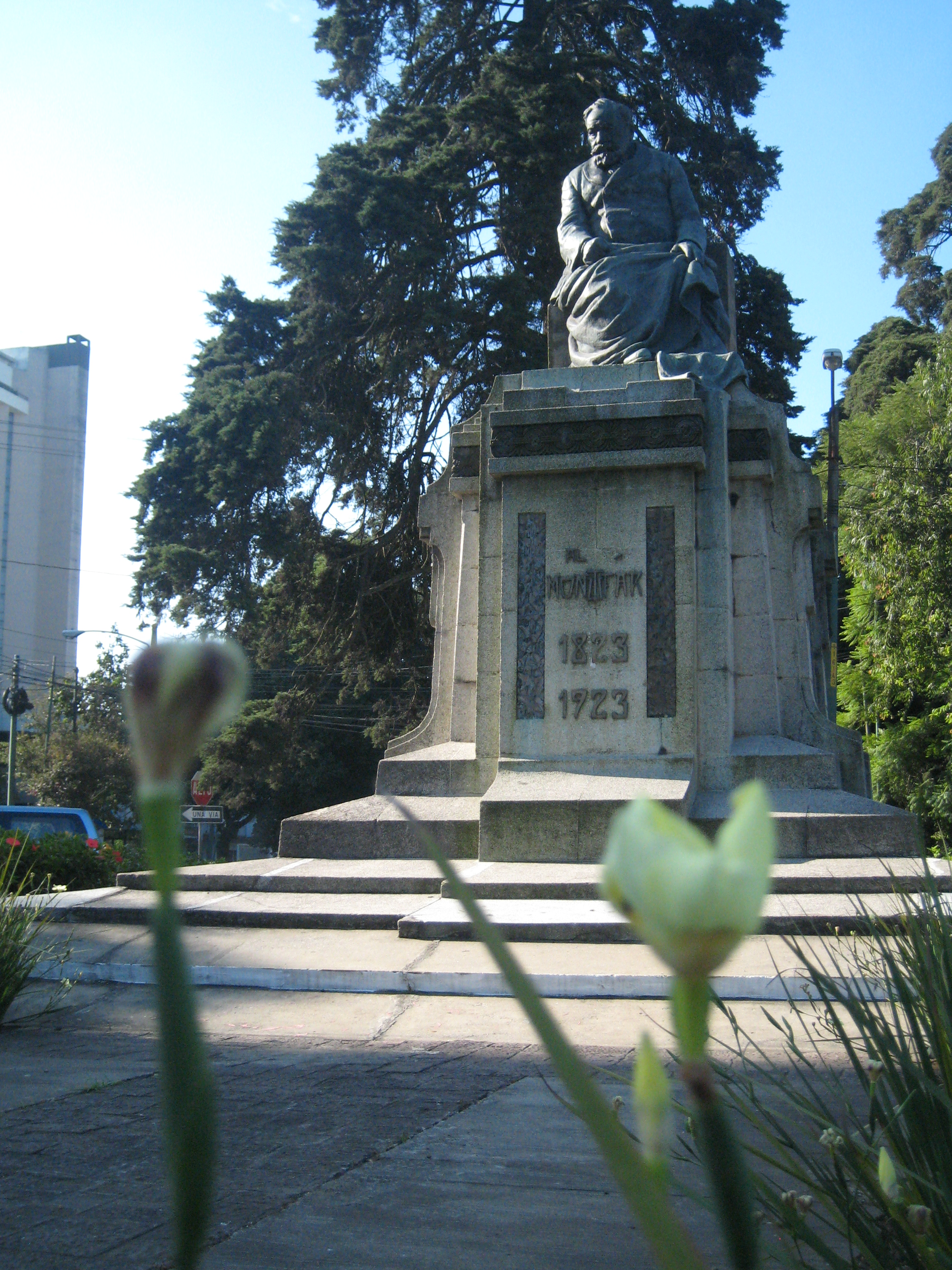
Monumento erigido al Dr. Lorenzo Montúfar y Rivera en el centenario de su nacimiento, por el gobierno del general José María Orellana.

### Economía
Otorgó la concesión del corte de chicle en Petén, la cual fue vendida a Percy W. Shufeldt, quien llevó a cabo la explotación sin pagar impuestos. Al contrario que su antecesor, Carlos Herrera, otorgó contratos favorables a las compañías extranjeras, tales como la Empresa Eléctrica, que había sido expropiada a los accionistas alemanes y fue vendida a la Bond and Share Company el 4 de mayo de 1922.

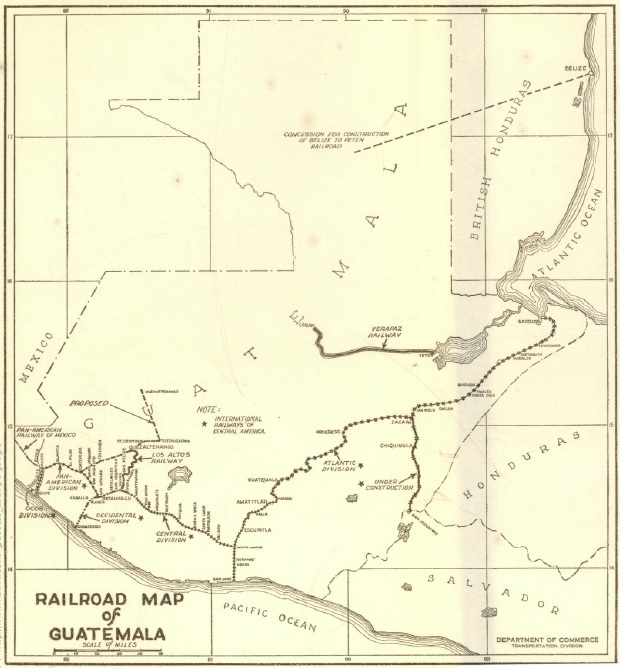
Mapa de las líneas de ferrocarril en 1925. Orellana ratificó las concesiones que había hecho Manuel Estrada Cabrera a la IRCA.

Promovió la construcción de quinientos kilómetros de carreteras y fue presionado por la International Railways of Central America (IRCA), para poner en vigor el Contrato Ferrocarrilero Méndez-Williamson de 1908, firmado en el período del presidente Manuel Estrada Cabrera. Al ser derrocado este, la IRCA quiso darle vida a este acuerdo pero el presidente interino Carlos Herrera y Luna se resistió a poner en marcha dicho contrato; tras el derrocamiento de Herrera en 1921, el gobierno de Orellana ratificó el contrato el 10 de marzo de 1922.
La Asamblea Legislativa emitió las siguientes leyes:
- Ratificó el Pacto de Unión Centroamericana celebrado en San José de Costa Rica.
- Aprobó el Contrato sobre servicio de luz, calor y fuerza eléctrica, celebrado en la capital de Guatemala entre el ministro de Fomento y  la Central America Power Company
- Ley de Hidrocarburos
- Ratificó el decreto gubernativo 798, por el cual fue extrañado del territorio de la República el arzobispo Luis Javier Muñoz y Capurón
- Aprobó el contrato entre el Gobierno y don Emilio Capouillez, como apoderado de Washington Serruys, para la instalación de un tranvía eléctrico
- Aprobó el contrato entre el Ministerio de Fomento y la Compañía All America Cables Incorporated, para el establecimiento en la capital de una oficina pública de cablegramas
- Aprobó el contrato con AEG de Berlín, Alemania, para proseguir y terminar las obras del Ferrocarril de Los Altos y la planta eléctrica de Santa María.
- Aprobó contratos con empresas estadounidenses, para explotación de petróleo
- Ley de Trabajo
- Ratificó favorecer y fomentar el desarrollo de la industria jabonera nacional
- Declaró de utilidad pública la irrigación de los Llanos de la Fragua y la Punta (Zacapa), y los de Salamá, San Jerónimo (Baja Verapaz).[15]

#### El Poder de la United Fruit Company
1. La Huelga de los Muelleros: A mediados de 1924, los portuarios de Puerto Barrios, claves para la exportación de banano y para las importanciones a Guatemala, demandaron la jornada de 8 horas y aumento de sus salarios.  La UFCO se negó a aceptar y no cedió; los trabajadores entonces e fueron a la huelga, a la cual se solidarizaron todos los trabajadores de las fincas de la frutera.  La UFCO pidió ayuda al gobierno, que actuó con rapidez: tropas fueron enviadas a imponer el orden en Barrios; el choque fue brutal, saldándose con muerte y heridos entre los obreros.  La huelga tardó 27 días, pero la represión logró acabarla: 22 dirigentes fueron encarcelados y luego expatriados.[16]
2. Huelga ferrocarrilera: A finales de 1924, los trabajadores de la International Railways of Central America (IRCA) demandaron la reducción de horas de trabajo, el aumento de salario y el respeto para su organización Sociedad Ferrocarrilera.  Una vez más, la frutera (propietaria de la IRCA) se negó rotundamente a aceptar estas demandas y movilizó al gobierno de Orellana para reprimir violentamente la huelga de cinco mil trabajadores.[16]

### Banca
El gobierno había heredado un desorden fiscal, monetario y bancario, con inflación galopante.

#### Creación del Quetzal como moneda
El acontecimiento económico más destacado de este gobierno fue la Reforma Monetaria y Bancaria, dando por concluido un período de 26 años de emisión monetaria desordenada por parte de seis bancos privados de emisión y del Comité Bancario, formado por el gobierno de Estrada Cabrera. Tres personas tuvieron a su cargo dicha reforma: R. Felipe Solares y Enrique Martínez Sobral, y al final del período de solución de este asunto, Carlos Zachrisson, quien se llevó los méritos e incluso su efigie se encuentra en el billete de 50 quetzales del actual Banco de Guatemala.
R. Felipe Solares tomó posesión como ministro de Hacienda y Crédito Público el 12 de diciembre de 1921, a quien le encargaron la Reforma Monetaria y Bancaria. Promueve la Caja Reguladora establecida en septiembre de 1923 y más adelante se incorpora esta Institución en la nueva Ley Monetaria y de Conversión. El Quetzal es creado por decreto ejecutivo del 26 de noviembre de 1924, abandonando el Peso de Plata; emite la Ley de Instituciones de Crédito y se establece el Banco Central de Guatemala por acuerdo gubernativo del 30 de junio de 1926 como banco de capital mixto del Estado y de particulares.
Durante el gobierno de Orellana, de acuerdo a la Ley Monetaria y de Conversión de 1924, el Banco Central de Guatemala era el único con potestad de emitir moneda, y en 1925 se acuñaron las monedas de 1 Quetzal, ½ Quetzal, ¼ de Quetzal, diez centavos, y cinco centavos en plata, así como monedas de un centavo en aleación de cobre. En 1926 también se emitieron monedas de 20, 10 y 5 Quetzales acuñadas a base de oro.

### Finanzas Públicas
Para financiar la Reforma Monetaria y Bancaria se establecieron impuestos de exportación al café. Se aprobaron los siguientes decretos legislativos:
- Ratificó el impuesto adicional de tres pesos por botella de aguardiente que se consuma en el país, y declarar obra de utilidad pública la construcción del Ferrocarril de Los Altos
- Ley de Jubilaciones, Pensiones y Montepíos
- Exoneró de impuestos fiscales a la Compañía del Muelle de Champerico
- Ratificó el impuesto de un peso cincuenta centavos oro americano, por quintal de café exportado.[15]

### Educación
Tras la caída del gobierno del licenciado Manuel Estrada Cabrera, había en Guatemala un 93 por cierto de analfabetismo; la cobertura era muy escasa y el porcentaje de maestros empíricos muy alto. Así que la necesidad de enfocarse en la educación se hacía indispensable y esa educación tenía que enfocarse en las masas indígenas que eran las que se percibían como analfabetas. El proyecto educativo tuvo como base fundamental la “desanalfabetización”, es decir, la eliminación del analfabetismo, el término des-analfabetizar, sugiere enseñar a leer y escribir, sino hace énfasis en erradicar el analfabetismo. Junto a este principio básico, se buscaba también elevar el nivel educativo y fortalecer la instrucción cívica.
Ante el gran porcentaje de maestros empíricos el gobierno realizó varios concursos para elegir a los más aventajados estudiantes que culminaban su carrera como maestros y otorgarles una beca que les permitiera continuar sus estudios en otros países convirtiéndose en profesionales de la pedagogía para que, de vuelta a Guatemala, pudieran encargarse de formar a los nuevos maestros. La repercusión más importante de esta decisión fue la formación de Juan José Arévalo Bermejo quien viajó a Argentina con una de estas becas y fue quien finalmente pudo llevar a la práctica el proyecto y hacer los cambios más importantes que ha recibido la educación en Guatemala cuando fue presidente de 1945 a 1951.
Facilitó la inauguración de la Sociedad de Geografía e Historia de Guatemala reconociendo la personalidad jurídica de la Sociedad. El general Lázaro Chacón donó un solar ubicado en la 3a. avenida, 8-35, zona 1, en donde ha permanecido la sociedad desde entonces.

#### La Universidad Popular
Bajo los principios clave que de desanalfabetización, elevación del nivel educativo y fortalecimiento de la instrucción cívica, que se postularon durante el gobierno de Carlos Herrera y Luna se creó en 1922 la Universidad Popular, desde donde el proyecto educativo se fortaleció y extendió.
La idea inicial fue del poeta colombiano Porfirio Barba Jacob. Y fueron un grupo de intelectuales, miembros de la llamada Generación de 1920, Epaminondas Quintana, David Vela, Miguel Ángel Asturias y Carlos Fletes Sáenz, quienes la fundaron el 20 de agosto de 1922.  Se trataba de llevar a los sectores populares un tipo de instrucción que hasta entonces había sido propiedad exclusiva de las élites del país y el nombre “Universidad” no hacía referencia a una casa de estudios de enseñanza superior: el objetivo era tomar un nombre que aludía a una institución de carácter elitista, que monopolizaba el derecho al conocimiento y bajarlo a un nivel al que todas las personas pudieran tener acceso.
Los objetivos fundacionales de la Universidad Popular en Guatemala se centraban en los tres aspectos nodales del problema educativo:
1. Enseñar a leer y escribir.
2. Enseñar el círculo de conocimientos generales en las clases sociales, que por circunstancias de la fortuna no han podido adquirirlas.
3. Difundir en el pueblo las nociones más importantes de higiene, de instrucción cívica y moral, para obtener un mejoramiento en las condiciones físicas y espirituales de la gran masa.[n. 5][23]

#### Crítica de los estudiantes y cierre de la Universidad Nacional

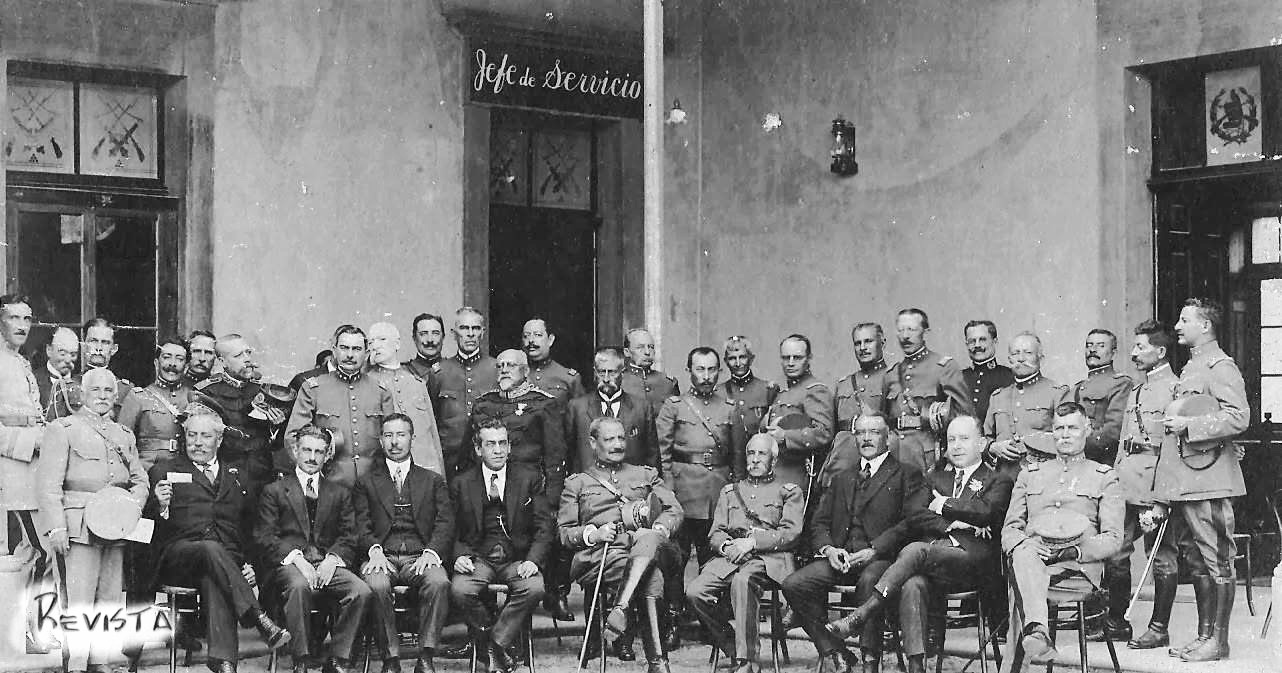
General José María Orellana -sentado al centro- y atrás, el General de División José Gabriel Reyes Rodas y su plana mayor en el interior de la Escuela Politécnica tras derrocar al presidente Carlos Herrera el golpe de Estado de 1921.

Al principio de su gobierno, se toleró la publicación del periódico estudiantil No Nos Tientes y el desfile bufo de la Huelga de Dolores de los estudiantes de la Universidad Nacional, a quienes, por su activa participación en el derrocamiento de Estrada Cabrera por parte del Partido Unionista, el gobierno de Carlos Herrera había autorizado el uso gratuito de la antigua escuela de niñas Manuel Cabral para sus reuniones.
En la llamada generación de los 20 de los estudiantes de la Universidad Nacional, se encontraban, entre otros, el futuro premio Nobel de Literatura Miguel Ángel Asturias, los prestigiosos médico Epaminondas Quintana y Carlos Federico Mora, Alfonso Orantes, Manuel Coronado Aguilar y el futuro director del periódico El Imparcial, David Vela.  Este grupo de estudiantes escribió en 1922, aprovechando la libertd de expresión existente, el Son de guerra estudiantil que constituye una de las críticas más mordaces a los hechos ocurridos desde la caída de Estrada Cabrera hasta el gobierno de Orellana.
Pero tras las continuas protestas estudiantiles ante la política entreguista de su gobierno, Orellana cerró la Universidad Nacional, la cual no se volvería a abrir hasta en septiembre de 1929, ya durante el gobierno de Lázaro Chacón.
La letra completa del son de guerra estudiantil es la siguiente:
LA CHALANA
Canción de Guerra Estudiantil
| CORO Matasanos practicantes, Del Emplasto Fabricantes, Güisachines del lugar, estudiantes: en sonora carcajada prorrumpid ¡Ja, ja! I Sobre los hediondos males de la Patria arrojada flores, ya que no sois liberales ni menos conservadores. Malos bichos sin conciencia que la apresan en sus dientes y le chupan inclementes las fuerzas de su existencia. CORO Matasanos practicantes Del Emplasto Fabricantes Güisachines del lugar, choteadores: en sonora carcajada prorrumpid ¡Ja, ja! Reíd de los Liberales y de los Conservadores. II Nuestro quetzal espantado por un ideal que no existe se puso las de hule al prado más solo, pelado y triste. Y en su lugar erigieron cinco extinguidos volcanes que en cinco también se hundieron bajo rudos yataganes. CORO Matasanos practicantes Del Emplasto Fabricantes Güisachines del lugar, hermanitos: | en sonora carcajada prorrumpid ¡Ja, ja! Reíd de los volcancitos y del choteado quetzal. III Contemplad los militares que en la paz carrera hicieron Vuestros jueces a millares que la justicia vendieron. Nuestros curas monigotes que comercian con el credo y patrioteros con brotes de farsa, interés y miedo. CORO Matasanos practicantes Del Emplasto Fabricantes Güisachines del lugar, malcriadotes: en sonora carcajada prorrumpid ¡Ja, ja! Reíd de la clerigalia; Reíd de los chafarotes. IV Patria palabrota añeja por los largos explotada. Hoy la patria es una vieja que está desacreditada. No vale ni cuatro reales en este país de traidores. La venden los liberales como los conservadores. CORO FINAL Matasanos practicantes Del Emplasto Fabricantes Güisachines del lugar, muchachada: de la patria derengada riamos ya: ¡Ja, ja! |

## Muerte

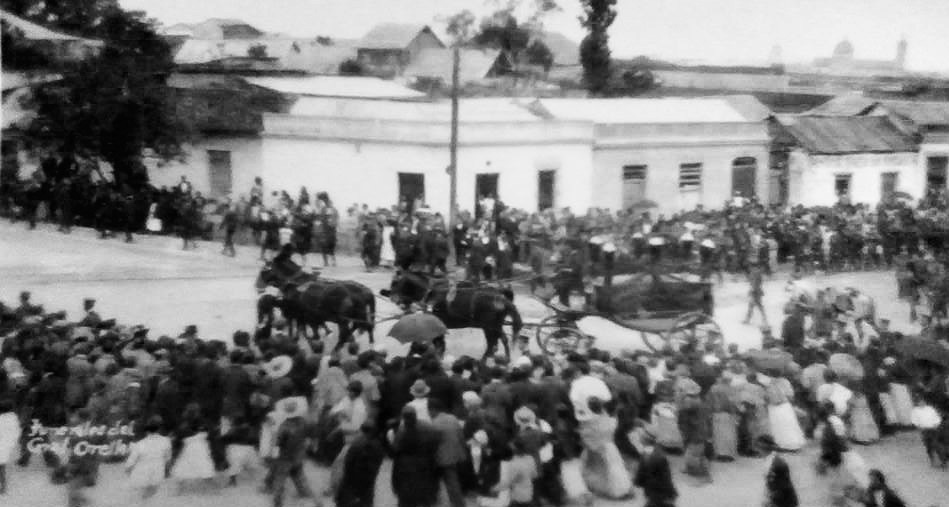
Sepelio del general Orellana en 1926.

El 25 de mayo de 1926, El Imparcial publicó una noticia de último momento:Suspensión de las garantías, la cual se refería al decreto 916, en la cual el presidente Orellana indicaba los motivos por los cuales suspendían las garantías individuales contenidas en la Constitución: La principal razón era que “actividades insidiosas y antipatrióticas de ciertos elementos” tendían “a interrumpir la tranquilidad pública y el desarrollo del país”, lo que, a la vez, imposibilitaba resolver el problema económico nacional. Aunque El Imparcial no circuló en forma regular en días anteriores, producto del boicot del Estado, el 26 de mayo dejó de publicarse por tiempo indefinido. A partir de entonces, solamente  los medios afines al Gobierno podían circular, con información intrascendente -entre ellos el Diario de Centro América y El Guatemalteco.
La historia dio un giro repentino el domingo 26 de septiembre, cuando, a las 0:15 horas, murió Orellana, durante un viaje de descanso en Antigua Guatemala. Se encontraba en una habitación del Hotel Manchén. “Un violento ataque de angina de pecho puso fin a la vida del ilustre mandatario”, explicaba el Diario de Centro América  en una edición especial, ese mismo día. Estas circunstancias  hicieron crecer la sospecha de que fue envenenado.
El general Lázaro Chacón, primer designado a la presidencia, asumió la presidencia interina y de inmediato levantó la suspensión de las garantías constitucionales y se pudieron volver a publicar los diarios privados. El Imparcial reapareció el 1 de octubre y en su edición reconocía el acto de justicia de Chacón.

## José María Orellana en la Literatura
Orellana es mencionado en numerosas ocasiones en la biografía de Estrada Cabrera Ecce Pericles del escritor Rafael Arévalo Martínez y también es mencionado, aunque no por nombre, en las novelas guatemaltecas El Señor Presidente, Viernes de Dolores y Viento Fuerte de Miguel Ángel Asturias. En Viernes de Dolores, Asturias lo llama por su apodo: «Rapadura».
El escritor revolucionario guatemalteco Manuel Galich lo utilizada como modelo de su personaje «Bracamonte» en la obra teatral El tren amarillo.

## Información adicional
- Dado que durante su gobierno se instituyó el Quetzal como moneda de Guatemala, su efigie aparece en los billetes de un quetzal.
- Su primo, el general Manuel María Orellana Contreras lideró un golpe de Estado contra Baudilio Palma en diciembre de 1930.[28]